# Emerich Vascko
Emerich Vascko (n. 20 martie 1972, Timișoara) este un jucător român de fotbal, care a jucat pe postul de atacant.

## Activitate
- UMT Timișoara (1992-1993)
- UMT Timișoara (1993-1994)
- UMT Timișoara (1994-1995)
- Astral Deta (1995-1996)
- Astral Deta (1996-1997)
- CFR Timișoara (1997-1998)
- UMT Timișoara (1998-1999)
- UMT Timișoara (1999-2000)
- FC Brașov (2000-2001)
- FC Brașov (2001-2002)
- FC Brașov (2002-2003)
- Apulum Alba Iulia (2003-2004)
- UMT Timișoara (2004-2005)
- UMT Timișoara (2005-2006)
- UMT Timișoara (2006-2007)
- FC Bazos (2011-2012)
- FC Bazos (2012-2013)